# Nuri
Nuri piramisairól ismert régészeti hely Szudán északi felén, a Nílus déli partján. Szanamtól 15 km-re északra, Dzsebel Barkaltól 10 km-re fekszik. A hely a világörökségi Napata régió régészeti helyszíneihez tartozik; Napatának, a núbiai Kusita Királyság első fővárosának a királyi nekropolisza. Az ókori kusita uralkodók 74 romos piramisa található itt az azonos nevű Nuri falutól fél km-re, a homoksivatag szélén.
Az első király, aki itt piramist épített, Taharka volt a Kr. e. 7. században. Az övé a legnagyobb piramis, a Nuri 1, amely 40–50 méter magas volt. Egyedi abból a tekintetből is, hogy ez az egyetlen núbiai piramis, amely két lépcsőben épült.
Taharka utódját, Tantamanit el-Kurruban temették el, de rajta kívül minden núbiai királyt és számos királynét is ide temettek, egészen Nasztaszenig (Nuri 15 sír). A Nuriban található núbiai piramisok általában kisebbek az egyiptomi piramisoknál, de általában sokkal nagyobbak voltak, mint az el-kurruiak; elérték a 20–30 méteres magasságot. Nagy részük ma romos állapotú, de az ide eltemetett uralkodók temetkezési kellékeinek jelentős részét több piramisban is megtalálták. A keresztény időkben templom épült itt, melyhez számos régi követ, köztük több sztélét is felhasználtak a piramisokból.
Az első ásatásokat George A. Reisner amerikai régész vezetésével 1917-ben végezték.
Nuri piramisai 2003 óta a Napata régió többi helyszínével az UNESCO kulturális világörökségének része.

## A piramisok listája
- Nuri 1 –  Taharka
- Nuri 2 –  Amaniasztabaraqo
- Nuri 3 –  Szenkamaniszken
- Nuri 4 –  Szi'aszpiqo
- Nuri 5 –  Malonaqen
- Nuri 6 –  Anlamani, Szenkamaniszken fia
- Nuri 7 –  Karakamani
- Nuri 8 –  Aszpelta, Szenkamaniszken és Naparaye királyné fia
- Nuri 9 –  Aramatelqo, Aszpelta fia
- Nuri 10 –  Amaninatakilebte
- Nuri 11 –  Malowiebamani
- Nuri 12 –  Irike-Amaninote, Malowiebamani fia
- Nuri 13 –  Harsziotef
- Nuri 14 –  Akharatan
- Nuri 15 –  Nasztaszen
- Nuri 16 –  Talakhamani
- Nuri 17 –  Baszkakeren, Malowiebamani fia
- Nuri 18 –  Analma'aje
- Nuri 19 –  Naszakhma
- Nuri 20 –  Atlanersza, Taharka fia
- Nuri 21 – Valószínűleg Takahatenamon királyné, Taharka felesége
- Nuri 22 – Valószínűleg Amanimalel királyné, Szenkamaniszken felesége
- Nuri 23 – Maszalaje királyné (?), valószínűleg Szenkamaniszken felesége
- Nuri 24 – Naszalsza királyné. Szenkamaniszken felesége
- Nuri 25 – II. Maletaral királyné (?)
- Nuri 26 – Amanitakaje királyné
- Nuri 27 – Madiken királyné, Anlamani felesége
- Nuri 28 – Henuttahebi[t] királyné, Aszpelta felesége
- Nuri 29 – Pi'anhqew-qa királyné (?), valószínűleg Sziaszpi'qo felesége
- Nuri 31 – Szaka'aje királyné, talán Malowiebamani anyja
- Nuri 32 – Akhraszan királyné
- Nuri 34 – Henutirdisz királyné, Harsziotef idejéből
- Nuri 35 – Valószínűleg Abar királyné, Taharka anyja
- Nuri 36 – Atahebaszken királyné, Taharka felesége
- Nuri 38 – Akhe(ka?) királyné, Aszpelta lánya, Aramatelqo felesége
- Nuri 39 – Maletaszen királyné, Aramatelqo felesége
- Nuri 40 – Mekemale királyné, valószínűleg Aszpelta felesége
- Nuri 41 – I. Maletaral királyné, Atlanersza felesége
- Nuri 42 – Aszata királyné, Aszpelta felesége
- Nuri 44 – Batahalije királyné, Harsziotef felesége
- Nuri 45 – Tagtal (?) királyné, Malonaqen felesége
- Nuri 43 – Jeturow királyné
- Nuri 55 – Atmataka királyné, Aramatelqo felesége
- Nuri 56 – Valószínűleg Szehmah királyné, Nasztaszen felesége
- Nuri 57 – Pi'anh-her (?) királyné, Aramatelqo felesége
- Nuri 58 – Artaha királyné, Aszpelta felesége
- Nuri 59 – Malakaje királyné, valószínűleg Tantamani felesége
- Nuri 61 – Ataszamale királyné, valószínűleg Irike-Amaninote felesége

## Fordítás
- Ez a szócikk részben vagy egészben  a   Pyramiden von Nuri című német Wikipédia-szócikk fordításán alapul.  Az eredeti cikk szerkesztőit annak laptörténete sorolja fel. Ez a jelzés csupán a megfogalmazás eredetét és a szerzői jogokat jelzi, nem szolgál a cikkben szereplő információk forrásmegjelöléseként.